# Suwayuwo
Suwayuwo is een bestuurslaag in het regentschap Pasuruan van de provincie Oost-Java, Indonesië. Suwayuwo telt 6611 inwoners (volkstelling 2010).